# Milton Berle
Milton Berle, ursprungligen Mendel Berlinger, född 12 juli 1908 i New York i New York, död 27 mars 2002 i Los Angeles i Kalifornien, var en amerikansk komiker, skådespelare, manusförfattare och kompositör.

## Filmografi i urval
- 1995 - Roseanne (TV-serie)
- 1995 - The Nanny (TV-serie)
- 1995 - Beverly Hills (TV-serie)
- 1994 - Mord, mina herrar (TV-serie)
- 1993 - Matlock (TV-serie)
- 1992 - Fresh Prince i Bel Air (TV-serie)
- 1977-1985 - Kärlek ombord (TV-serie)
- 1985 - Fame (TV-serie)
- 1985 - Mord och inga visor (TV-serie)
- 1985 - Pee-Wees stora äventyr
- 1983 - Fantasy Island (TV-serie)
- 1979 - Mupparna
- 1976 - The Dean Martin Celebrity Roast (TV-serie)
- 1971 - Mannix (TV-serie)
- 1971 - Gänget (TV-serie)
- 1970-1971 - Love, American Style (TV-serie)
- 1968 - Smart (TV-serie)
- 1967 - De spänningslystna
- 1966-1968 - Läderlappen (TV-serie)
- 1966-1967 - The Red Skelton Hour (TV-serie)
- 1966-1967 - The Lucy Show (TV-serie)
- 1963-1988 - The Tonight Show Starring Johnny Carson (TV-serie)
- 1960-1965 - The Jack Benny Program (TV-serie)
- 1963 - En ding, ding, ding, ding värld
- 1963 - General Hospital (TV-serie)
- 1958-1959 - The Milton Berle Show (TV-serie)